# Honoré Théodoric d’Albert de Luynes

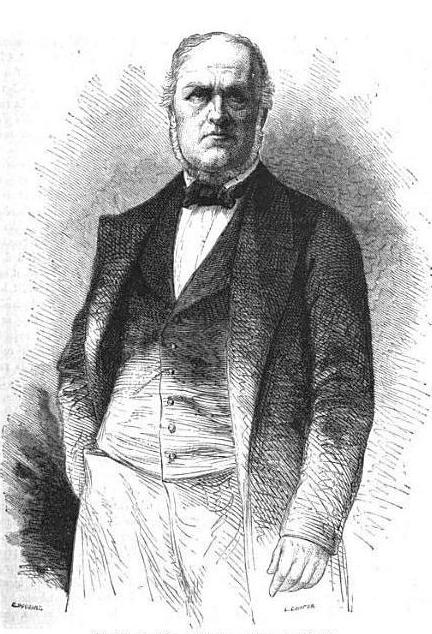
Honoré Théodoric d’Albert de Luynes

Honoré Théodoric Paul Joseph d’Albert de Luynes (* 15. Dezember 1802 in Paris; † 17. Dezember 1867 in Rom) war ein französischer Adliger aus dem Geschlecht der Alberti und 8. Herzog von Luynes und Chevreuse. Bekannt wurde er als Archäologe und Numismatiker.

## Leben
Der Herzog von Luynes entstammte einem ursprünglich aus Italien stammenden Geschlecht der Alberti, das im 15. Jahrhundert nach Frankreich kam und sich dort niederließ. Seit 1619 führte die Familie den Herzogstitel.
Der wirtschaftlich unabhängige Luynes trat nicht nur als Förderer der Künste hervor, sondern entwickelte sich auch zu einem bedeutenden Archäologen und Numismatiker. Wenn auch sein Hauptinteresse der altgriechischen Kunst, insbesondere den griechischen Vasen galt, über die er mehrere Arbeiten veröffentlichte, so interessierten ihn auch die phönizischen Münzen, denen er ebenfalls mehrere Arbeiten widmete. Dazu unternahm er eine Forschungsreise nach Petra und zum linken Ufer des Jordan. Auf dieser Reise erwarb Luynes für 15 Goldstücke die 1851 von Félicien de Saulcy entdeckte Schihan-Stele und nahm sie mit nach Frankreich. Dort spendete er sie 1866 dem Louvre.
Schon früh war er in Italien ansässig geworden, wo er in Rom 1829 Mitbegründer des Instituto di Correspondenza Archeologica war, dessen Sekretär der französischen Sektion er bis 1848 war. 1830 wurde er Mitglied (membre libre) der Académie des Inscriptions et Belles-Lettres. Seit 1840 war er Ehrenmitglied der Preußischen Akademie der Wissenschaften.
Aufgrund seiner Verdienste wurde er am 24. Januar 1853 in den preußischen Orden Pour le Mérite für Wissenschaft und Künste aufgenommen. Im selben Jahr wurde er Ehrenmitglied der Göttinger Akademie der Wissenschaften und 1856 Ehrenmitglied der Russischen Akademie der Wissenschaften in Sankt Petersburg.

## Veröffentlichungen (Auswahl)
- mit Joseph-Frédéric Debacq: Métaponte. Renouard, Paris 1833, (Digitalisat).
- Commentaire historique et chronologique sur les éphémérides, intitulées Diurnali di messer Matteo di Giovenazzo. Firmin Didot, Paris 1839, (Digitalisat).
- Description de quelques vases peints, étrusques, italiotes, siciliens et grecs. Firmin Didot, Paris 1840, (Digitalisat).
- Choix de médailles grecques. Firmin Didot, Paris 1840, (Digitalisat).
- Essai sur la numismatique des Satrapies et de la Phénicie sous les rois Achæménides. 2 Bände. Firmin Didot, Paris 1846, (Digitalisate: Text, Tafeln).
- Numismatique et inscriptions cypriotes. Plon, Paris 1852, (Digitalisat).
- Mémoire sur le sarcophage et l’inscription funéraire d’Esmunazar, roi de Sidon. Plon, Paris 1856, (Digitalisat).
- Voyage d’exploration à la mer Morte à Petra et sur la rive gauche du Jourdain. Œuvre posthume, publiée par ses petits-fils sous la direction de M. le Cte. de Vogüé. 4 Bände. Bertrand, Paris 1871–1875, (Digitalisate: Band 1: Relation du voyage. Band 2. Band 3: Géologie. Atlas.).